# Іванова-Черкасенко Євгенія
Євге́нія Івано́ва-Черка́сенко (2 лютого 1898, Чернігів — 13 червня 1970, Янгстаун Огайо, США) — українська актриса, співачка (альт). Виступала в театрах, очолюваних Миколою Садовським, в Руському театрі «Просвіти» в Ужгороді (1921—1923 і 1928—1934). Дружина драматурга Спиридона Черкасенка.

## Життєпис

Трупа Руського театру в Ужгороді. Євгенія Черкасенко сидить в центрі

Разом з сестрою Валентиною Івановою виступала на сцені Театру Миколи Садовського, а 1919 року, переїхавши з Миколою Садовським, сестрою Валентиною і чоловіком С. Черкасенком до Кам'янця-Подільського, увійшла до трупи Державного театру УНР.
У квітні 1920 року, залишивши Кам'янець-Подільський разом з групою артистів на чолі з Садовським переїздить до Станіславова. Виступали там у квітні й травні, а в червні перебрались до Тернополя, згодом до Тарнова і Львова..
У липні 1921 разом з Миколою Садовським переїздить до Ужгорода, де створюють новий театр.. Її чоловік прибув до Ужгорода пізніше, у 1923 році.
У Руському театрі Ужгорода працювала з 1921 до 1923 і з 1928 до 1934.
1923 року разом з Миколою Садовським і сестрою Валентиною покинула Ужгород, відбувши до Праги. У січні 1928 року сестри Іванові знову повернулись до Ужгорода.
В період з 1921 року грала невеликі ролі. В пізніших сезонах (за Ф. Базилевича) виконувала більш значні ролі. Коли Спиридон Черкасенко у 1929 році був змушений переїхати до Праги, Євгенія ще залишалась в Ужгороді і працювала в театрі.
У подальшому житті переїхала до США. Як і її сестра Валентина, проживала в місті Янгстауні, штат Огайо. Займалась громадською діяльністю, була членом «Самопомічі». Валентина померла 1960 року. В пресі зустрічаються співчуття Євгенії Черкасенко з приводу різних роковин смерті Валентини.
Євгенія пішла з життя 13 червня 1970 року. Похована в штаті Огайо.

## Ролі
- Леся, Марусина подруга («Маруся Богуславка» Старицького)
- «Казка старого млина» С. Черкасенка, 1916
- «Останній сніп» Л. Старицької-Черняхівської